# Coryphaenoides

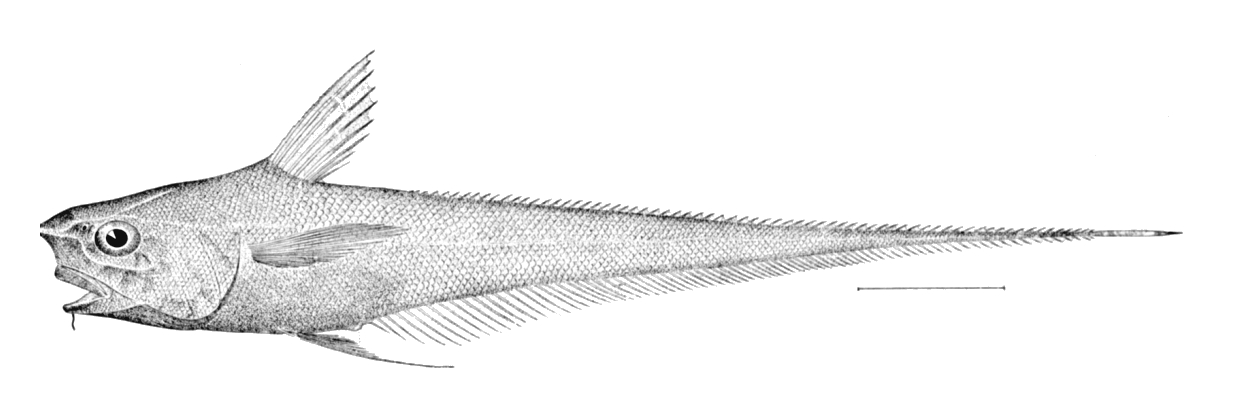
Coryphaenoides carapinus

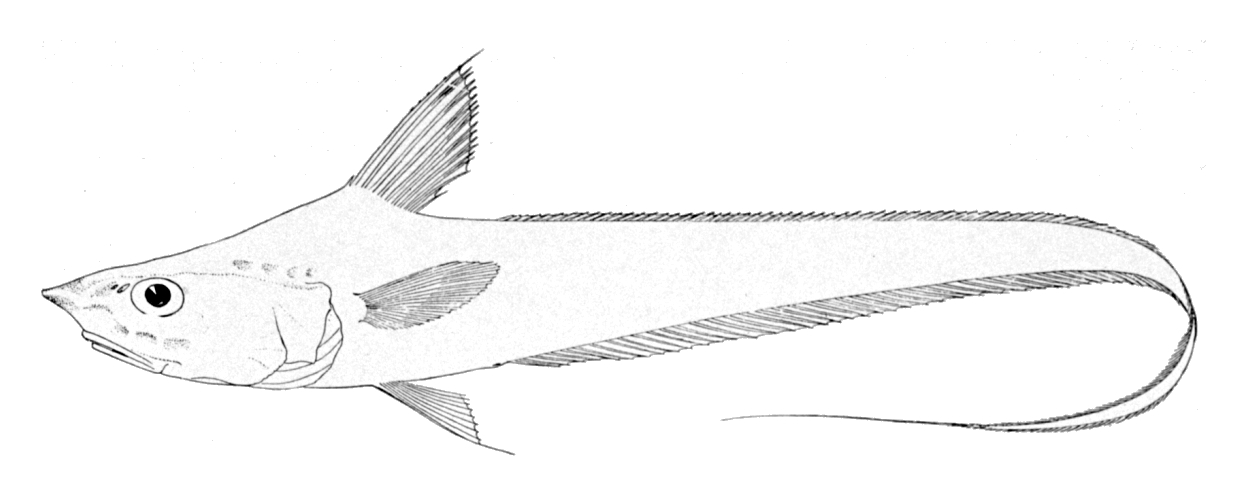
Coryphaenoides filicauda

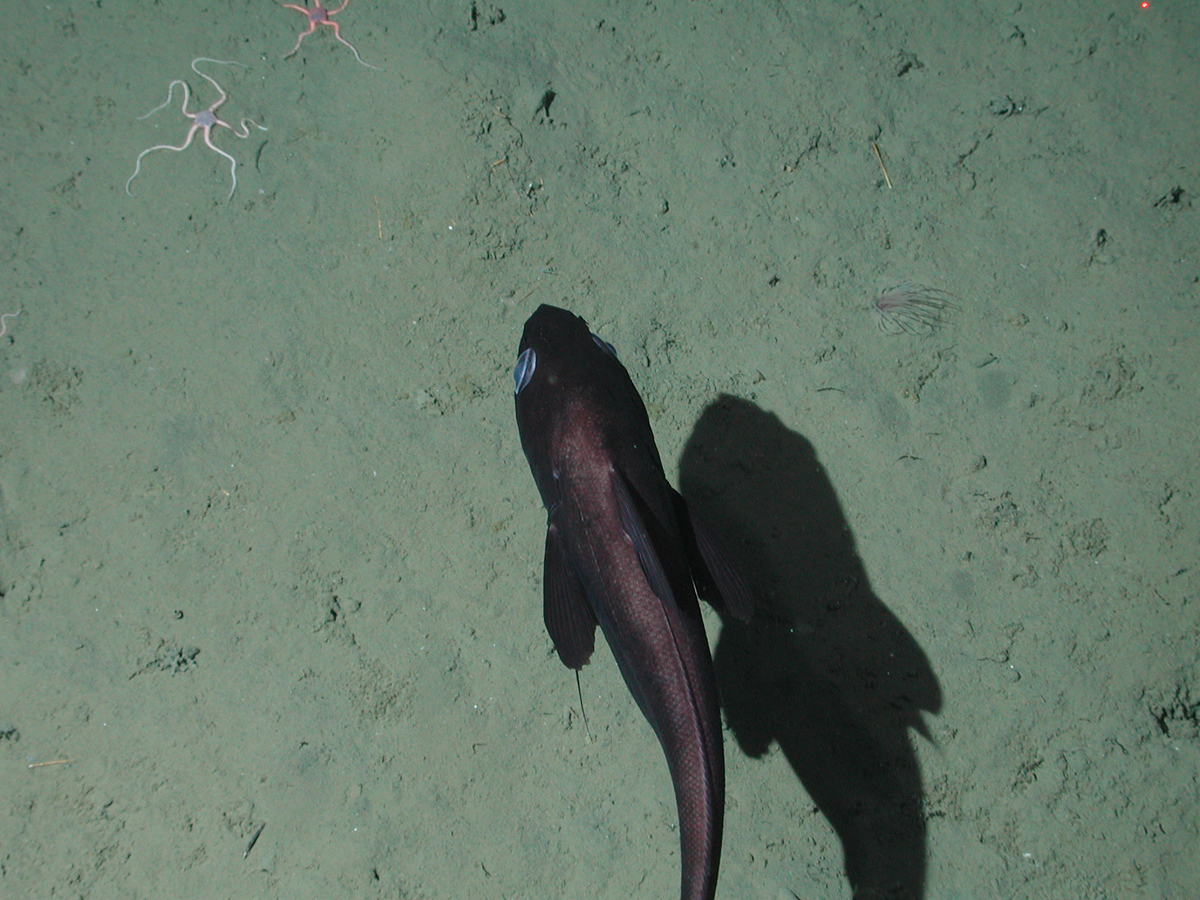
Coryphaenoides filifer

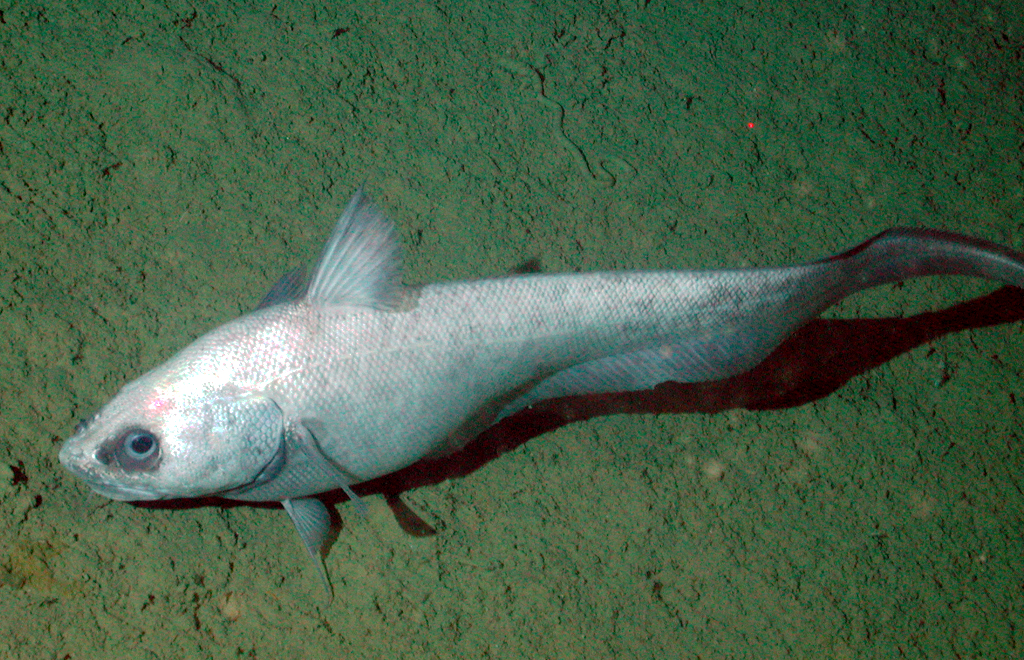
Coryphaenoides leptolepis

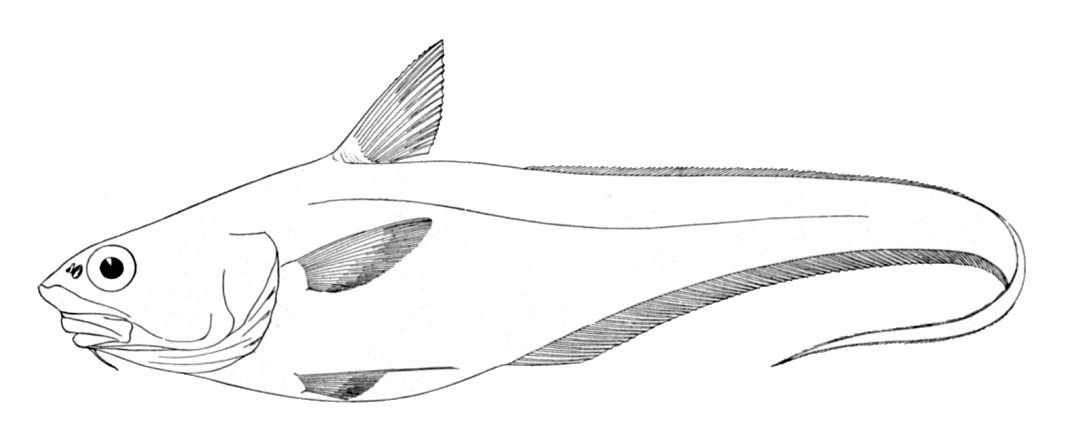
Coryphaenoides longifilis

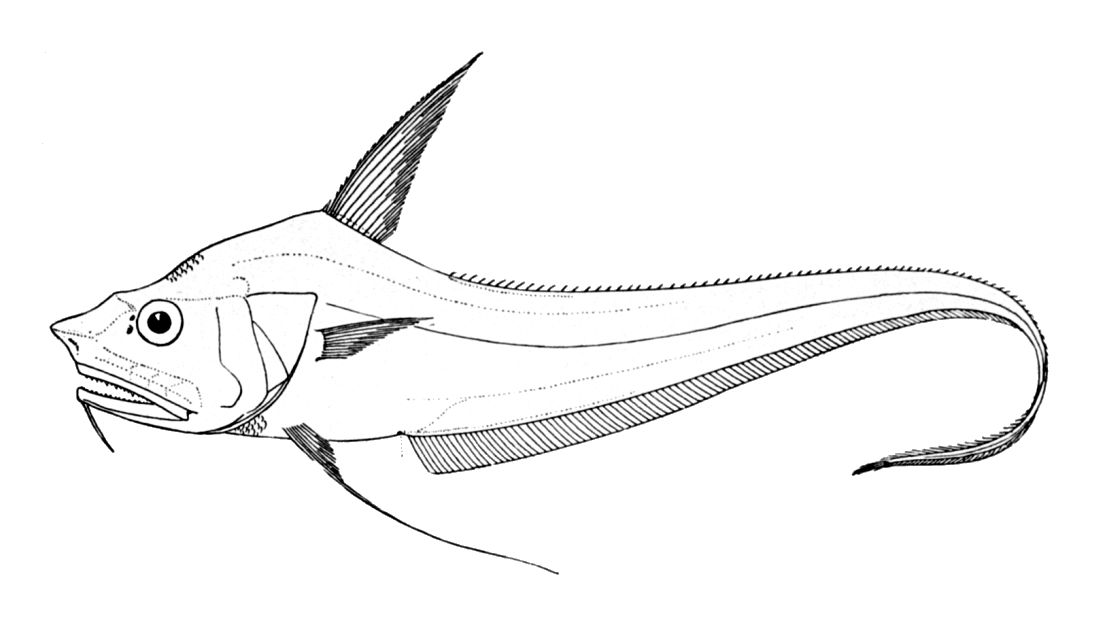
Coryphaenoides mediterraneus

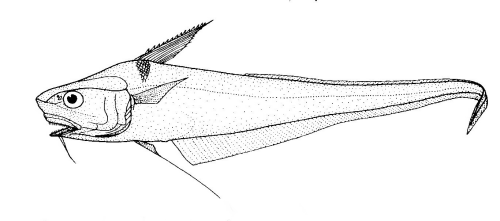
Coryphaenoides murrayi

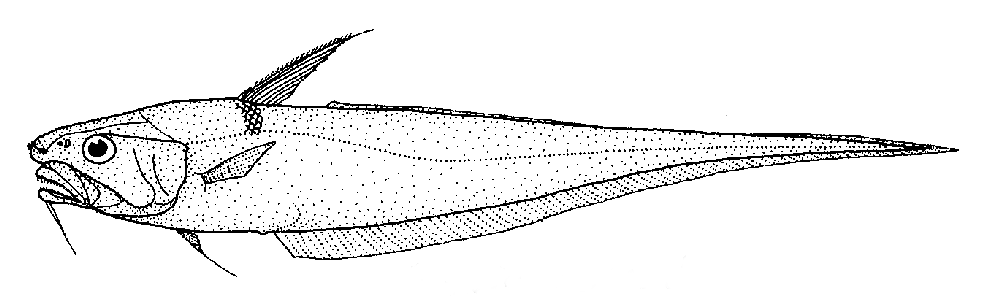
Coryphaenoides rudis

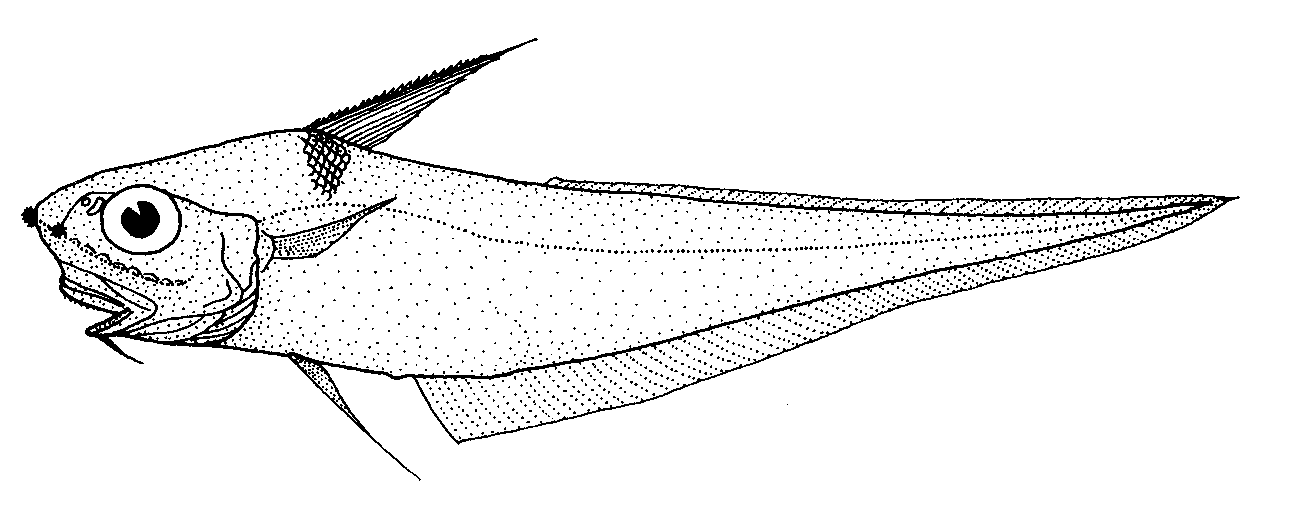
Coryphaenoides serrulatus

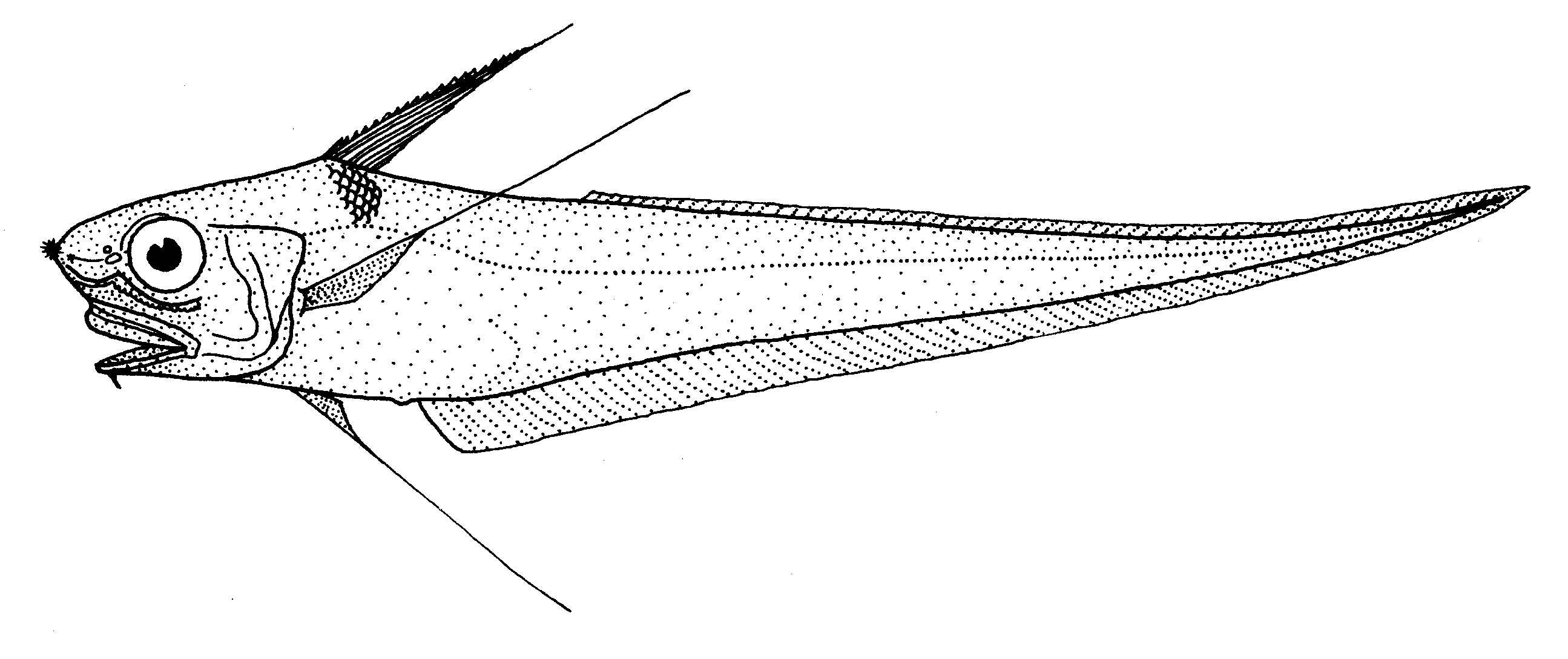
Coryphaenoides subserrulatus

Coryphaenoides és un gènere de peixos actinopterigis de la família dels macrúrids i de l'ordre dels gadiformes.

## Taxonomia
- Coryphaenoides acrolepis (Bean, 1884)
- Coryphaenoides affinis (Günther, 1878)
- Coryphaenoides alateralis (Marshall & Iwamoto, 1973)
- Coryphaenoides altipinnis (Günther, 1877)
- Coryphaenoides anguliceps (Garman, 1899)
- Coryphaenoides ariommus (Gilbert & Thompson, 1916)
- Coryphaenoides armatus (Hector, 1875)[3]
- Coryphaenoides asper (Günther, 1877)
- Coryphaenoides asprellus (Smith & Radcliffe, 1912)
- Coryphaenoides boops (Garman, 1899)
- Coryphaenoides brevibarbis (Goode & Bean, 1896)[4]
- Coryphaenoides bucephalus (Garman, 1899)
- Coryphaenoides bulbiceps (Garman, 1899)
- Coryphaenoides camurus (Smith & Radcliffe, 1912)
- Coryphaenoides capito (Garman, 1899)
- Coryphaenoides carapinus (Goode & Bean, 1883)[5]
- Coryphaenoides carminifer (Garman, 1899)
- Coryphaenoides castaneus (Shcherbachev & Iwamoto, 1995)
- Coryphaenoides cinereus (Gilbert, 1896)
- Coryphaenoides delsolari (Chirichigno F. & Iwamoto, 1977)
- Coryphaenoides dossenus (McMillan, 1999)
- Coryphaenoides dubius (Smith & Radcliffe, 1912)
- Coryphaenoides fernandezianus (Günther, 1887)
- Coryphaenoides ferrieri (Regan, 1913)
- Coryphaenoides filamentosus (Okamura, 1970)
- Coryphaenoides filicauda (Günther, 1878)
- Coryphaenoides filifer (Gilbert, 1896)
- Coryphaenoides grahami (Iwamoto & Shcherbachev, 1991)
- Coryphaenoides guentheri (Vaillant, 1888)[6]
- Coryphaenoides gypsochilus (Iwamoto & McCosker, 2001)[7]
- Coryphaenoides hextii (Alcock, 1890)
- Coryphaenoides hoskynii (Alcock, 1890)
- Coryphaenoides lecointei (Dollo, 1900)
- Coryphaenoides leptolepis (Günther, 1877)[8]
- Coryphaenoides liocephalus (Günther, 1887)
- Coryphaenoides longicirrhus (Gilbert, 1905)
- Coryphaenoides longifilis (Günther, 1877)
- Coryphaenoides macrolophus (Alcock, 1889)
- Coryphaenoides marginatus (Steindachner & Döderlein, 1887)
- Coryphaenoides marshalli (Iwamoto, 1970)
- Coryphaenoides mcmillani (Iwamoto & Shcherbachev, 1991)
- Coryphaenoides mediterraneus (Giglioli, 1893)[9]
- Coryphaenoides mexicanus (Parr, 1946)
- Coryphaenoides microps (Smith & Radcliffe, 1912)
- Coryphaenoides microstomus (McMillan, 1999)
- Coryphaenoides murrayi (Günther, 1878)
- Coryphaenoides myersi (Iwamoto & Sazonov, 1988)
- Coryphaenoides nasutus (Günther, 1877)
- Coryphaenoides oreinos (Iwamoto & Sazonov, 1988)
- Coryphaenoides orthogrammus (Smith & Radcliffe, 1912)
- Coryphaenoides paramarshalli (Merrett, 1983)
- Coryphaenoides profundicolus (Nybelin, 1957)[10]
- Coryphaenoides rudis (Günther, 1878)
- Coryphaenoides rupestris (Gunnerus, 1765)[11]
- Coryphaenoides semiscaber (Gilbert & Hubbs, 1920)
- Coryphaenoides serrulatus (Günther, 1878)
- Coryphaenoides sibogae (Weber & de Beaufort, 1929)
- Coryphaenoides spinulosus (Gilbert & Burke, 1912)
- Coryphaenoides striaturus (Barnard, 1925)
- Coryphaenoides subserrulatus (Makushok, 1976)
- Coryphaenoides thelestomus (Maul, 1951)[12]
- Coryphaenoides tydemani (Weber, 1913)
- Coryphaenoides woodmasoni (Alcock, 1890)
- Coryphaenoides yaquinae (Iwamoto & Stein, 1974)
- Coryphaenoides zaniophorus (Vaillant, 1888)[13][14][15][16][17][18][19]